# António Manuel Pires Cabral
António Manuel Pires Cabral (Chacim, 13 de agosto de 1941) é um escritor e poeta português.

## Biografia
Licenciado em Filologia Germânica em 1965 e em Ciências Pedagógicas em 1969 pela Universidade de Coimbra, A. M. Pires Cabral começou a carreira de professor no Porto onde realizou o estágio pedagógico e Exame de Estado para o Ensino secundário entre 1970-71. Foi depois director das Escolas Preparatória e Industrial de Torre de Moncorvo entre 1971-74, fixando-se de seguida em Vila Real onde foi professor efectivo da Escola Secundária de Camilo Castelo Branco até 2002.
A. M. Pires Cabral foi um escritor tardio, publicando a sua primeira obra de poesia, Algures a Nordeste, no ano de 1974, já com 33 anos, mas desde essa data que tem mantido uma produção literária constante, primeiramente alicerçada na poesia, mas passando depois para os domínios da ficção, tendo alcançado o Prémio Literário Círculo de Leitores com o seu romance de estreia, Sancirilo, em 1983.
Com uma obra a rondar as quatro dezenas de títulos (excluindo as sete antologias escolares para o ensino do Português de que é co-autor, com Hirondino da Paixão Fernandes, mais concretamente: Verde Pino, Seara Hoje e A Hora), nesta é possível encontrar os géneros de poesia, romance, conto, teatro, narrativas de viagens, crónica e ainda antologias temáticas, grande parte das quais dedicada à realidade rural transmontana, com as quais o autor se assume e identifica. Um dos livros que merece especial atenção deste ponto de vista é O Diabo Veio ao Enterro, uma obra cujos textos reúnem em si características de conto, crónica, e recolha da tradição oral transmontana. Nas palavras de Maria Alzira Seixo, este livro "renova a concepção do conto regionalista, pela aliança fecunda que estabelece entre tradição e imaginação", sendo para Fernando Assis Pacheco “um livro gostoso como poucos. Se o autor estivesse pelos ajustes, fazia o favor contava-nos mais contas num segundo volume. Agradecidos.”
Em 2006, A. M. Pires Cabral recebeu, das mãos do Presidente da República, Aníbal Cavaco Silva, o Prémio D. Dinis, referente ao ano de 2005, atribuído pela Fundação Casa de Mateus, sendo a primeira vez que tal prémio foi atribuído a um transmontano residente e a trabalhar em Vila Real. Como membro do júri, Vasco Graça Moura sintetizou criteriosamente a obra de A.M. Pires Cabral, referindo que o autor é, na actualidade, "um dos mais importantes poetas ligados ao Douro”, acrescentando que, como poeta “não passa à margem da história”. Vasco Graça Moura referiu ainda o laureado como alguém que possui um “vocabulário culto” de “matriz clássica”, mas com uma “semântica concentrada na vida do nordeste”. A propósito dos dois livros que justificaram o prémio - Douro: Pizzicato e Chula e Que comboio é este -, Vasco Graça Moura disse que A. M. Pires Cabral “parte de uma sugestão local para chegar às grandes questões”, concluindo que com A. M. Pires Cabral "temos um clássico no Nordeste". Já o Presidente da República reconheceu que o poeta tem demonstrado “uma ligação profunda a esta região e às suas gentes, que delas tem feito crónica pela sua obra vasta e diversificada, com uma linguagem com sabor às raízes que nunca abandonou, que alimenta a alma destas terras que conhece tão bem”, concluindo ainda que “depois de Camilo e Torga, poucos autores têm interpretado tão bem a realidade de Trás-os-Montes e Alto Douro”. Cavaco Silva lembrou ainda o Prémio Literário Círculo de Leitores, recebido pelo autor pelo livro Sancirilo, como “uma prova de que Pires Cabral tinha já ultrapassado as fronteiras da cultura nordestina e vencido esse desafio, sempre difícil, que é dar a conhecer e a sentir à generalidade dos leitores a singularidade de uma região”. 
Em 2008, o romance O Cónego foi o grande vencedor da XIV edição do Grande Prémio de Literatura dst, o qual nas palavras do júri do concurso "é portador de um universo marcado por tradições e rupturas de índole antropo-sociológica em contexto rural, com personagens de grande complexidade interior que incorporam elementos de análise social, enigma e fantasia recreadora".
Já em 2009, A. M. Pires Cabral ganha o Prémio de Poesia Luís Miguel Nava, referente aos livros de poesia publicados entre 2007 e 2008, com a obra As Têmporas da Cinza, publicado pelas Edições Cotovia. Segundo um comunicado da fundação, "A limpidez e a precisão da escrita de A. M. Pires Cabral, a sua penetrante e austera visão dum mundo cuja expressão encontra numa espécie de imitação da terra o modelo para uma linguagem poética de invulgar intensidade, fazem deste autor um dos casos mais representativos da nossa melhor poesia contemporânea". O Prémio de Poesia Luís Miguel Nava havia já sido atribuído a poetas como Sophia de Mello Breyner Andresen, Fernando Echevarría, António Ramos Rosa ou Pedro Tamen.
Apesar de uma produção ficcional contínua, A. M. Pires Cabral é sobretudo identificado como poeta. Por toda a extensa obra e, mais concretamente, pela tónica que coloca na temática rural do Nordeste Português, Pires Cabral é considerado um dos maiores poetas e escritores transmontanos da actualidade, à margem de "movimentos", "escolas" ou "circuitos promocionais", representando desta forma (com merecida legitimidade) a literatura transmontana junto da elite cultural da capital portuguesa.
É sócio da Associação Portuguesa de Escritores e da Sociedade Portuguesa de Autores, sendo membro habitual do Júri do Prémio de Poesia Cidade de Ourense (Galiza), desde 1982.
Casado com Alda da Conceição Oliveira Cabral, é pai de três filhos, um dos quais o poeta Rui Pires Cabral.

## Actividade cultural
Como animador cultural, Pires Cabral tem desenvolvido uma vasta actividade desde o final da década de 1970, sendo assessor dos Serviços de Cultura da Câmara Municipal de Vila Real desde 1978 e tendo sido Director da Casa da Cultura da Juventude, entre 1982 e 1984. Dado o amor incondicional que empresta à região transmontana, A. M. Pires Cabral é um membro fortemente activo dessa mesma comunidade, quer ao nível da intervenção cívica, da etnografia, da história local, da crítica literária ou dos costumes, tendo estado desde cedo envolvido em projectos de grande importância local, tais como: a participação de Vila Real no Projecto 5.2 do Conselho da Europa (Políticas Culturais nas Cidades); a organização das Jornadas Camilianas(7 edições) e dos Passos de Camilo, ambas acções de estudo e divulgação da obra de Camilo Castelo Branco, tendo sido membro, em 1980, da Comissão Nacional das Comemorações do Centenário da Morte de Camilo Castelo Branco; a responsabilidade na organização dos Encontros de Etnografia «Saber Trás-os-Montes» dos Encontros de Cantadores de Janeiras e do Salão Luso-Galaico de Caricatura, organizados pela Câmara Municipal de Vila Real.
Foi também responsável pela organização das antologias temáticas Douro Leituras, A Emigração na Literatura Portuguesa e Páginas de caça na literatura de Trás-os-Montes e Presidente da Comissão Instaladora do Círculo Cultural Miguel Torga.
É director de Tellus - Revista de Cultura Transmontana e Duriense, publicação semestral com 50 números editados, dirigindo o Grémio literário Vila-Realense desde a sua inauguração em 11 de Novembro de 2006, organismo que aposta e promove diversas acções e ciclos temáticos em torno da literatura transmontana e alto-duriense.
Tem abundante colaboração dispersa em publicações periódicas e/ou temáticas e, para além de prefaciador, dedica-se ocasionalmente à tradução.
Para além destas actividades, A. M. Pires Cabral revelou há meia dúzia de anos a veia de pintor aguarelista, tendo já realizado 4 exposições individuais, a última das quais intitulada Com o Douro a Sul, no ano de 2009, em Macedo de Cavaleiros.

## Obras publicadas
Autor de uma vasta obra em nome próprio, A. M. Pires Cabral está igualmente mencionado em inúmeras obras de referência, tais como: "História da Literatura Portuguesa'", de Óscar Lopes e António José Saraiva; "História Universal da Literatura Editora", Texto Editoa; "Grande livro dos Portugueses", Círculo de Leitores; "Biblos - Enciclopédia Verbo das Literaturas de Língua portuguesa", Vol. I, Verbo; "Enciclopédia Universal Multimédia", Texto Editora; "Diciopédia 99", Porto Editora; "Nova Enciclopédia Larousse", Círculo de Leitores; "Dicionário de Literatura Portuguesa", Org. e Dir. de Álvaro Manuel Machado, Editorial Presença; ou "História da Literatura Portuguesa", Vol. 7, Dir. de Óscar Lopes e Maria de Fátima Marinho, Publicações Alfa.
Está ainda representado em dezenas de obras colectivas, entre as quais se destacam: "Antologia - 100 Anos - Federico Garcia Lorca - Homenagem dos Poetas Portugueses". Lisboa : Universitária Editora, 1998; "Camilo: Interpretações Modernas". Porto : Comissão Nacional das Comemorações Camilianas, 1992; "Antologia Crítica da Poesia Portuguesa do Século XX". Lisboa : Angelus Novos & Cotovia, 2002; ou "Os Melhores Contos e Novelas Portugueses". Lisboa: Selecções do Reader's Digest, 2003.

### Poesia
- Algures a Nordeste. Macedo de Cavaleiros : edição de autor (1974)
- Solo Arável. Vila Real : FAOJ (1976)
- Trirreme. Coimbra : Centelha, (1978)
- Nove Pretextos Tomados de Camões. Vila Real : Núcleo Cultural Municipal (1980)
- Boleto em Constantim. Porto : O Oiro do Dia (1981)
- Os Cavalos da Noite. Vila Real : Publicações Setentrião (1982)
- Sabei por onde a luz. Vila Real : Comissão Regional de Turismo da Serra do Marão (1983)
- Irgendwo im Nordosten / Algures a Nordeste. Edição bilingue português/alemão. Bremen : Edition Con (1983)
- Artes Marginais. Antologia poética. Lisboa : Guimarães Editores (1998)
- Desta Água Beberei. Vila Real : edição de autor (1999)
- O Livro dos Lugares e Outros Poemas. Mirandela : João Azevedo Editor (2000)
- Como se Bosch tivesse enlouquecido. Mirandela : João Azevedo Editor (2003)
- Douro: Pizzicato e Chula. Lisboa : Edições Cotovia (2004)
- Que comboio é este. Vila Real: Teatro de Vila Real (2005)
- Antes que o rio seque. Poesia reunida. Lisboa: Assírio & Alvim (2006)
- As têmporas da cinza. Lisboa : Edições Cotovia (2008)
- Arado. Lisboa : Edições Cotovia (2009)
- Cobra-d´água. Lisboa : Edições Cotovia (2011)
- Gaveta do fundo. Lisboa : Tinta-da-China (2013)
- Trade Mark. Lisboa : Edições Cotovia (2018)
- Frentes de fogo. Lisboa : Tinta-da- China (2019)
- Caderneta de lembranças. Lisboa : Tinta da China (2021)

### Prosa
- Sancirilo (Romance). Lisboa : Círculo de Leitores (1983) - Lisboa : Editorial Notícias, 2ª edição reescrita (1996)
- O Diabo Veio ao Enterro (Contos). Lisboa: Nova Nórdica (1985) − Lisboa : Editorial Notícias, 2ª edição aumentada (1993), 3.ª ed. Lisboa: Âncora Editora (2010)
- O Homem Que Vendeu a Cabeça (Contos). Lisboa : Nova Nórdica (1987)
- Memórias da Caça (Conto). Vila Real : Jornadas Camilianas (1987)
- Os Arredores do Paraíso. Crónicas de Grijó (Crónicas). Macedo de Cavaleiros : Câmara Municipal (1991)
- Crónica da Casa Ardida (Romance). Lisboa: Editorial Notícias (1992)
- Vila Real - Charlas com Apostila (Crónicas). − Vila Real: edição de autor (1995)
- Raquel e o Guerreiro (Romance). Lisboa: Editorial Notícias (1995)
- O Diário de C* (Narrativa). Vila Real: edição de autor (1995)
- Portugal Terra Fria (Novela). Edição bilingue português/francês. Paris : Marval e Lisboa : Assírio & Alvim (1997)
- Na Província Neva - Crónicas de Natal (Crónicas). Vila Real : edição de autor (1997)
- Três Histórias Transmontanas (Contos). Vila Real : edição de autor (1998)
- A Loba e o Rouxinol (Romance). Lisboa: Âncora Editora e Círculo de Leitores. Edições simultâneas (2004)
- O Cónego (Romance). Lisboa : Edições Cotovia (2007)
- Trocas e baldrocas ou Com a Natureza não se brinca (Literatura infantil). Vila Nova de Gaia : Gailivro (2007)
- Il Canonico. Tradução italiana do romance O Cónego. Roma : La Nuova Frontiera (2009)
- O porco de Erimanto e outras fábulas (Contos). Lisboa : Edições Cotovia (2010). Grande Prémio de Conto Camilo Castelo Branco 2010
- Os anjos nus (Contos). Lisboa : Edições Cotovia (2012)
- A navalha de Palaçoulo (Contos). Lisboa : Edições Cotovia (2015)
- Singularidades (Contos). Lisboa : Edições Cotovia (2017)
- El puerco de Erimanto y otras fábulas (em espanhol, traduçao por Concha López Jambrina). Asociación Cultural Sabaria.

### Teatro
- O Consultório, O Poço e Seguir Viagem. In «Sete Peças em Um Acto», Coimbra : Centelha (1977)
- Crispim, o Grilo Mágico. In «Teatro Infantil», Lisboa : Ulmeiro (1980)
- O Saco das Nozes. Vila Real : Publicações Setentrião (1982)

Várias outras peças, embora mantendo-se inéditas, tem sido levadas à cena, tais como O Salto; Seguir Viagem; A Sentinela e o Muro; Mui Proveitosa História de El-Rei D. Satúrio V e do Sapateiro Meias-Solas; Silvestrinha e o Lobo; Contas Nordestinas (baseada no livro de contos O Diabo veio ao enterro); O homem que esteve sete horas empoleirado numa árvore e uma versão para teatro da história infantil O Capuchinho Vermelho

### Outras
- Os «Reis Falados» de Carviçais (Estudo). Vila Real : Núcleo Cultural Municipal (1979)
- Vila Real - Presença de Camilo (Itinerário). Vila Real : Comissão Regional de Turismo da Serra do Marão (1983)
- Vila Real: Itinerário Mínimo (Itinerário). Edição bilingue português/inglês. Vila Real : Hotel Miracorgo (1988)
- Vila Real: Um Olhar Muito de Dentro (Itinerário). Com fotografias de Albano da Costa Lobo. Vila Real : Câmara Municipal (2001)
- Vila Real: Seis Dias para um Distrito (Itinerário). Com fotografias de António Pinto. Edição bilingue português/inglês. Vila Real : Governo Civil (2004)
- Dois Dias em Mende / Deux Jours à Mende (Reportagem). Edição bilingue português/francês. Vila Real : Câmara Municipal (2004)
- Carrazeda de Ansiães (Itinerário). Carrazeda de Ansiães : Câmara Municipal (2006)
- Vila Real – História ao Café (Estudos, co-autoria). Vila Real : Grémio Literário Vila-Realense / Câmara Municipal (2008)
- Porto (Itinerário). Lisboa : Edições Everest (2009)

## Prémios e distinções

### Prémios literários
- Prémio Literário “Círculo de Leitores”, 1983, com o romance Sancirilo
- Prémio D. Dinis 2006, com Douro: Pizzicato e Chula e Que Comboio é este
- Grande Prémio de Literatura dst 2008, com o romance O Cónego
- Prémio de Poesia Luís Miguel Nava 2009, com As têmporas da cinza
- Prémio P.E.N. Clube Português de Poesia 2010, com "Arado", ex-aequo com a poetisa Maria da Saudade Cortesão Mendes
- Grande Prémio de Conto Camilo Castelo Branco 2010, com O Porco de Erimanto e outras fábulas

### Distinções
- Medalha de Prata do Concelho de Macedo de Cavaleiros (4.3.1984)
- Medalha de Prata de Mérito Municipal de Vila Real (10.6.1989)
- Medalha de Mérito Cultural, atribuída pelo Ministro da Cultura (25.6.2003)
- Medalha de Ouro da Cidade, atribuída pela Câmara Municipal de Vila Real (2006)
- Prémio Douro Cultura 2009, da Revista Tribuna Douro
- Poeta homenageado no Encontro “A Poesia está na rua” de 2009, em Santo Tirso
- Medalha de Ouro de Mérito Municipal, atribuída pela Câmara Municipal de Macedo de Cavaleiros (2010)